# Потятиник Борис Володимирович
Борис Володимирович Потятиник — (нар. 1 листопада 1959, Коломия) — доктор філологічних наук 1997), професор Школи журналістики і комунікації УКУ, ініціатор створення і завідувач (2011-2019) кафедри нових медій факультету журналістики Львівського національного університету імені Івана Франка, ініціатор створення і директор (1999-2009) Інституту екології масової інформації (медіаекології), співзасновник (разом з Наталією Габор) ресурсу МедіаКритика (2003) У 2014 -- професор-візитер (profesor gościnny) Ягелонського університету в Кракові.
Народився в місті Коломия Івано-Франківської області. У 1982 року закінчив факультет журналістики Львівського державного університету імені Івана Франка. У 1982–1988 рр. — кореспондент районних та обласних газет Прикарпаття. З 1988 року займається науково-педагогічною роботою.
У 1994 році стажувався в університеті Індіани, США, в 2000-му — за програмою ім. Фулбрайта в університеті Айови.
Автор брошур і книг «Тоталітарна журналістика», «Патогенний текст» (у співавторстві), «Екологія ноосфери», «Медіа: ключі до розуміння», «Інтернет-журналістика».
Голова редколегії часопису та інтернет-видання «Медіакритика». Член редколегії часопису Explorations in Media Ecology.